# Liste der Baudenkmale in Reeßum
In der Liste der Baudenkmale in Reeßum sind alle Baudenkmale der niedersächsischen Gemeinde Reeßum aufgelistet. Die Quelle der Baudenkmale ist der Denkmalatlas Niedersachsen. Der Stand der Liste ist der 25. Oktober 2020.

## Allgemein
In den Spalten befinden sich folgende Informationen:
- Lage: die Adresse des Baudenkmales und die geographischen Koordinaten. Kartenansicht, um Koordinaten zu setzen. In der Kartenansicht sind Baudenkmale ohne Koordinaten mit einem roten Marker dargestellt und können in der Karte gesetzt werden. Baudenkmale ohne Bild sind mit einem blauen Marker gekennzeichnet, Baudenkmale mit Bild mit einem grünen Marker.
- Bezeichnung: Bezeichnung des Baudenkmales
- Beschreibung: die Beschreibung des Baudenkmales. Unter § 3 Abs. 2 NDSchG werden Einzeldenkmale und unter § 3 Abs. 3 NDSchG Gruppen baulicher Anlagen und deren Bestandteile ausgewiesen.
- ID: die Objekt-ID des Baudenkmales
- Bild: ein Bild des Baudenkmales, ggf. zusätzlich mit einem Link zu weiteren Fotos des Baudenkmals im Medienarchiv Wikimedia Commons. Wenn man auf das Kamerasymbol klickt, können Fotos zu Baudenkmalen aus dieser Liste hochgeladen werden:

## Reeßum

### Einzelbaudenkmale
| Lage                                         | Bezeichnung              | Beschreibung | ID       | Bild |
| -------------------------------------------- | ------------------------ | --- | -------- | ---- |
| Alter Weg 4 53° 8′ 3″ N, 9° 12′ 17″ O        | Wohn-/Wirtschaftsgebäude | Zweiständer-Hallenhaus von 1841 in Fachwerk mit ziegelgedecktem Krüppelwalmdach                                                                                   | 31027113 | BW   |
| Eckstever Weg 3 53° 7′ 53″ N, 9° 12′ 1″ O    | Brunnen                  | Der Sandsteinbrunnen datiert auf 1858. | 31027197 | BW   |
| Schlippenmoorweg 53° 8′ 3″ N, 9° 12′ 10″ O   | Brunnen                  | Der Sandsteinbrunnen datiert auf 1731. | 31027238 | BW   |
| Alte Clüverstraße 53° 7′ 56″ N, 9° 13′ 54″ O | Mühle                    | Die im 18. Jahrhundert errichtete Wassermühle aus Fachwerk und unter einem reetgedeckten Walmdach an der Wieste wurde im Winter 1941/1942 durch Eisgang zerstört. | 47306754 | BW   |

### Ehemalige Baudenkmale
| Lage                                       | Bezeichnung              | Beschreibung | ID       | Bild |
| ------------------------------------------ | ------------------------ | --- | -------- | ---- |
| Eckstever Weg 3 53° 7′ 58″ N, 9° 13′ 54″ O | Wohn-/Wirtschaftsgebäude | Das Zweiständer-Hallenhaus wurde 1817 erbaut. Der Wohngiebel wurde massiv erneuert. Wegen der Veränderungen wurde das Gebäude 1993 aus dem Denkmalverzeichnis gestrichen. | 31027177 | BW   |
| Schlippenmoorweg 53° 8′ 3″ N, 9° 12′ 10″ O | Wohn-/Wirtschaftsgebäude | Das Zweiständer-Hallenhaus wurde 1731 unter einem Halbwalmdach erbaut. Das Gebäude wurde vor 1998 abgebrochen und 1998 aus dem Denkmalverzeichnis gestrichen.             | 31027217 | BW   |

## Clüversbostel

### Einzelbaudenkmal
| Lage                                         | Bezeichnung | Beschreibung                                                                                         | ID       | Bild           |
| -------------------------------------------- | ----------- | --- | -------- | -------------- |
| Alte Clüverstraße 53° 7′ 58″ N, 9° 13′ 54″ O | Burg        | Die mittelalterliche Burgstelle liegt am Rand des Baches Wieste. Vorhanden sind noch Fundamentreste. | 31027157 | Weitere Bilder |

## Taaken

### Einzelbaudenkmal
| Lage                                  | Bezeichnung              | Beschreibung                                                                                    | ID       | Bild |
| ------------------------------------- | ------------------------ | ----------------------------------------------------------------------------------------------- | -------- | ---- |
| Rüssend 21 53° 9′ 45″ N, 9° 11′ 55″ O | Wohn-/Wirtschaftsgebäude | Zweiständer-Hallenhaus von 1841 als Häuslingshaus in Fachwerk mit reetgedeckten Krüppelwalmdach | 31027135 | BW   |